# Santalum murrayanum
Santalum murrayanum é uma planta australiana da família Santalaceae. O nome Noongar para a planta é coolyar.
Tem um fruto amargo, do qual deriva um nome comum, em contraste com o congénere Santalum acuminatum - doce. A planta também é conhecida como Ming. Ela existe em uma relação hemiparasitária com as raízes de várias outras plantas, de forma não destrutiva, como acontece com todas as espécies do género Santalum.